# أليساندرو أورلاندو
أليساندرو أورلاندو (بالإيطالية: Alessandro Orlando)‏ (1 يونيو 1970 بأوديني في إيطاليا - ) هو لاعب كرة قدم إيطالي في مركز الدفاع، شارك في الألعاب الأولمبية الصيفية 1992. وشارك مع منتخب إيطاليا تحت 21 سنة لكرة القدم. أما مع النوادي، فقد لعب مع إيه سي ميلان وفيورنتينا ونادي أودينيزي ونادي بادوفا ونادي بارما ونادي تريفيزو ونادي سامبدوريا ونادي كالياري ويوفنتوس وبوردينوني كالتشيو وASD Polisportiva Tamai ‏.

## وصلات خارجية
- أليساندرو أورلاندو على موقع الاتحاد الأوربي (الإنجليزية)
- أليساندرو أورلاندو على موقع قاعدة بيانات كرة القدم.إي يو (الإنجليزية)
- أليساندرو أورلاندو على موقع عالم كرة القدم.نت (الإنجليزية)
- أليساندرو أورلاندو على موقع أوليمبيديا (الإنجليزية)